# Piszke megállóhely
Piszke megállóhely egy Komárom-Esztergom vármegyei vasúti megállóhely Lábatlan városában, a MÁV üzemeltetésében.
A névadó településrész, az egykor önálló Piszke központjától északra helyezkedik el, nem messze a Duna-parttól. Közúti elérését a 10-es főútból kiágazó 11 338-as számú mellékút (települési nevén Vasút utca) biztosítja.
A megállóhelyen nincs jegykiadás.

## Története
Az 1947-es menetrendben már szerepel Piszke vasútállomásként. A hatvanas évek végén érte el fénykorát, ekkorra háromvágányossá építették át, a harmadik volt az átmenő. Az 1971-es menetrendben Lábatlan felsőként szerepelt. 2009. december 13-tól a menetrendváltással a vasútvonalon megszűnt a személyforgalom, de 2010. december 12. óta újra járnak személyvonatok a vasútvonalon. 2020 tavaszán az 1-es számú kitérőt elbontották.

## Vasútvonalak
A megállóhelyet az alábbi vasútvonalak érintik:
- Esztergom–Almásfüzitő-vasútvonal

## Kapcsolódó állomások
A megállóhelyhez az alábbi állomások vannak a legközelebb:
- Lábatlan vasútállomás (Esztergom–Almásfüzitő-vasútvonal)
- Süttő vasútállomás (Esztergom–Almásfüzitő-vasútvonal)

## Forgalom
| Járat | Útvonal | Gyakoriság                         |
| ----- | --- | ---------------------------------- |
| S74   | Esztergom – Esztergom-Kertváros – Tokod – Tát – Nyergesújfalu – Nyergesújfalu felső – Eternitgyár – Lábatlan – Piszke – Süttő – Süttő felső – Várhegyalja – Neszmély – Dunaalmás – Almásfüzitő – Komárom | Munkanapokon 5 pár, hétvégén 1 pár |
| S74   | Esztergom – Esztergom-Kertváros – Tokod – Tát – Nyergesújfalu – Nyergesújfalu felső – Eternitgyár – Lábatlan – Piszke – Süttő – Süttő felső – Várhegyalja – Neszmély – Dunaalmás – Almásfüzitő           | Hétvégén 3 pár                     |
| S74   | Esztergom – Esztergom-Kertváros – Tokod – Tát – Nyergesújfalu – Nyergesújfalu felső – Eternitgyár – Lábatlan – Piszke – Süttő                                                                            | Munkanapokon 2 pár                 |